# جيسي براونر
جيسي براونر (بالإنجليزية: Jesse Browner)‏ (30 مارس 1961)؛ مترجم وروائي أمريكي. درس في كلية بارد.